# دوق براغانزا

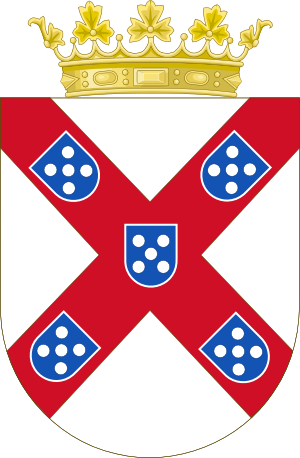
شعار دوقية براغانزا

دوق براغانزا هي إحدى ألقاب نبلاء البرتغال وكانت الأسرة التي تحكم الدوقية هي أسرة براغانزا التي هذه إحدى فروع أسرة أفيس وكان أول دوق هو ألفونسو ابن ملك البرتغال (غير الشرعي) جواو الأول التي كفاها له أبن أخيه ألفونسو الخامس ملك البرتغال عام 1442 وأصبح دوق براغانزا من أقوى وأغنى نبلاء شبه الجزيرة الأيبيرية في عام 1640 أصبح دوق براغانزا ملك البرتغال تحت مسمى جواو الرابع الذي ورث أدعيات جدته انفانتا كاترين، دوقة براغانزا وأصبح دوق براغانزا لقب متربط بألقاب العرش في البرتغال مع أمير البرازيل وأمير بيرا وتضهي هذه ألقاب مع لقب أمير ويلز في المملكة المتحدة وأمير أستورياس في إسبانيا، في عام 1910 سقطت الملكية واقيمت الجمهورية ادعى مانويل الثاني بالعرش حتى وفاته ونتقل سليل ادعاء إلى أحفاد ميغيل الأول وأصبحوا ورثة العرش العائلة الملكية ودوق براغانزا حتى يومنا هذا.

## قائمة دوقات براغانزا
ملاحظة: الظل الأزرق يعني أن الشخص لم يصبح دوق براغانزا، بل ادعى اللقب فقط .

### الدوقات الإقطاعية
| # | اسم الدوق                                    | الميلاد                                                | أصبح دوقاً      | إزالة اللقب             | الوفاة         | ألقاب أخرى | الزوجة                                           |
| - | -------------------------------------------- | ------------------------------------------------------ | -------------- | ----------------------- | -------------- | --- | ------------------------------------------------ |
| 1 | أفونسو الأول                                 | 4 أغسطس 1377 الابن البكر والغير شرعي لـ ملك جواو الأول | 1443           | 15 ديسمبر 1461          | 15 ديسمبر 1461 | 8 كونت بارسيلوس، 2 كونت نيفا | بياتريس بيريرا دي ألفيم كونستانس دي نورونها      |
| 2 | فرناندو الأول                                | 4 أغسطس 1403 الابن الثاني لـ الدوق أفونسو الأول        | 15 ديسمبر 1461 | 1 أبريل 1478            | 1 أبريل 1478   | 1 ماركيز فيلا فيسوزا، 5 كونت أوريم، 9 كونت بارسيلوس، 3 كونت أرايولوس، 3 كونت نيفا                                                        | جوانا دي كاسترو                                  |
| 3 | فرناندو الثاني                               | 1430 الابن البكر لـ دوق فرناندو الأول                  | 1 أبريل 1478   | 1483                    | 1483           | 1 دوق غيمارايس، 2 ماركيز فيلا فيسوزا، 10 كونت بارسيلوس، 6 كونت أوريم، 4 كونت أرايولوس، 4 كونت نيفا، 1 كونت غيمارايس                      | دونا ليونور دي مينيزيس انفانتا إيزابيلا من فيسيو |
| 4 | خايمي الأول                                  | 1479 الابن البكر لـ الدوق فرناندو الثاني               | 1483           | 20 سبتمبر 1532          | 20 سبتمبر 1532 | أمير البرتغال، 2 دوق غيمارايس، 3 ماركيز فيلا فيسوزا، 11 كونت بارسيلوس، 8 كونت أوريم، 5 كونت أرايولوس، 5 كونت نيفا                        | إليونور دي ميندوزا جوانا دي ميندوزا              |
| 5 | تيودوسيو الأول                               | 1510 الابن البكر لـ الدوق خايمي                        | 20 سبتمبر 1532 | 22 سبتمبر 1563          | 22 سبتمبر 1563 | 3 دوق غيمارايس، 4 ماركيز فيلا فيسوزا، 12 كونت بارسيلوس، 6 كونت أرايولوس، 9 كونت أوريم، 6 كونت نيفا                                       | إيزابيلا دي لانكاستر بياتريس دي لانكاستر         |
| 6 | جواو الأول                                   | 1543 الابن البكر لـ الدوق تيودوسيو الأول               | 22 سبتمبر 1563 | 1583                    | 1583           | 1 دوق بارسيلوس، 5 ماركيز فيلا فيسوزا، 13 كونت بارسيلوس، 10 كونت أوريم، 7 كونت أرايولوس، 7 كونت نيفا                                      | انفانتا كاثرين من غيمارايش                       |
| 7 | تيودوسيو الثاني                              | 28 أبريل 1568 الابن البكر لـ الدوق جواو الأول          | 1583           | 29 نوفمبر 1630          | 29 نوفمبر 1630 | 2 دوق بارسيلوس، 6 ماركيز فيلا فيسوزا، 14 كونت بارسيلوس، 11 كونت أوريم، 8 كونت أرايولوس، 8 كونت نيفا                                      | آنا دي فيلاسكو وخيرون                            |
| 8 | جواو الرابع ملك البرتغال (الدوق جواو الثاني) | 18 مارس 1603 الابن البكر لـ الدوق تيودوسيو الثاني      | 29 نوفمبر 1630 | 1 ديسمبر 1640 أصبح ملكاً | 6 ديسمبر 1656  | ملك البرتغال والغرب، 6 دوق غيمارايش، 3 دوق بارسيلوس، 7 ماركيز فيلا فيسوزا، 15 كونت بارسيلوس، 12 كونت أوريم، 9 كونت أرايولوس، 9 كونت نيفا | لويزا دي غوزمان                                  |

### الورثة العرش
| #  | الاسم                             | الميلاد                                     | أصبح دوقاً                                   | إزالة اللقب                         | الوفاة              | ألقاب أخرى | الزوجة                                             |
| -- | --------------------------------- | ------------------------------------------- | ------------------------------------------- | ----------------------------------- | ------------------- | --- | -------------------------------------------------- |
| 9  | تيودوسيو، أمير البرازيل           | 8 فبراير 1634 الابن البكر لـ جواو الرابع    | 1 ديسمبر 1640                               | 13 مايو 1653                        | 13 مايو 1653        | أمير البرتغال، أمير البرازيل، 4 دوق بارسيلوس، 8 ماركيز فيلا فيسوزا، 16 كونت بارسيلوس، 13 كونت أوريم، 10 كونت أرايولوس، 10 كونت نيفا | لم يتزوج                                           |
| 10 | أفونسو السادس ملك البرتغال        | 21 أغسطس 1643 الابن الثالث لـ جواو الرابع   | 13 مايو 1653                                | 6 نوفمبر 1656 أصبح ملكاً             | 12 سبتمبر 1683      | ملك البرتغال والغرب، أمير البرازيل، 5 دوق بارسيلوس، 9 ماركيز فيلا فيسوزا، 17 كونت بارسيلوس، 14 كونت أوريم، 11 كونت أرايولوس، 11 كونت نيفا | ماريا فرانسيسكا من سافوي                           |
| 11 | جواو الخامس ملك البرتغال          | 22 أكتوبر 1689 الابن الثاني لـ بيدرو الثاني | 22 أكتوبر 1689 الابن الثاني لـ بيدرو الثاني | 9 ديسمبر 1706 أصبح ملكاً             | 31 يوليو 1750       | ملك البرتغال والغرب، أمير البرازيل، 10 ماركيز فيلا فيسوزا، 18 كونت بارسيلوس، 15 كونت أوريم، 12 كونت أرايولوس، 12 كونت نيفا | ماريا آنا من النمسا                                |
| 12 | جوزيه الأول ملك البرتغال          | 6 يونيو 1714 الابن البكر لـ جواو الخامس     | 29 أكتوبر 1714                              | 31 يوليو 1750 أصبح ملكاً             | 24 فبراير 1777      | ملك البرتغال والغرب، أمير البرازيل، 6 دوق بارسيلوس، 11 ماركيز فيلا فيسوزا، 19 كونت بارسيلوس، 16 كونت أوريم، 13 كونت أرايولوس، 13 كونت نيفا | ماريانا فيكتوريا من إسبانيا                        |
| 13 | ماريا الأولى ملكة البرتغال        | 17 ديسمبر 1734 أكبر أبناء لـ جوزيه الأول    | 31 يوليو 1750                               | 24 فبراير 1777 أصبحت ملكة           | 20 مارس 1816        | ملكة البرتغال والبرازيل والغرب، أميرة البرازيل، أميرة بيرا، 7 دوقة بارسيلوس، 12 ماركيزة فيلا فيسوزا، 20 كونتيسة بارسيلوس، 17 كونتيسة أوريم، 14 كونتيسة أرايولوس، 14 كونتيسة نيفا | بيدرو الثالث ملك البرتغال                          |
| 14 | جوزيه أمير البرازيل               | 20 أغسطس 1761 الابن البكر لـ ماريا الأولى   | 24 فبراير 1777                              | 11 سبتمبر 1788                      | 11 سبتمبر 1788      | أمير البرازيل، أمير بيرا، 8 دوق بارسيلوس، 13 ماركيز فيلا فيسوزا، 21 كونت بارسيلوس، 18 كونت أوريم، 15 كونت أرايولوس، 15 كونت نيفا | انفانتا بينديتا من البرتغال                        |
| 15 | جواو السادس ملك البرتغال          | 13 مايو 1767 الابن الثاني لـ ماريا الأولى   | 11 سبتمبر 1788                              | 20 مارس 1816 أصبح ملكاً              | 10 مارس 1826        | ملك البرتغال والبرازيل والغرب، أمير البرازيل، 14 ماركيز فيلا فيسوزا، 22 دوق بارسيلوس، 19 كونت أوريم، 16 كونت بارسيلوس، 16 كونت نيفا | كارلوتا خواكينا من إسبانيا                         |
| 16 | بيدرو الأول إمبراطور البرازيل     | 12 أكتوبر 1798 الابن الثاني لـ جواو السادس  | 20 مارس 1816                                | أكتوبر 12, 1822 أصبح إمبراطور وملكاً |                     | إمبراطور البرازيل، ملك البرتغال والغرب، أمير الملكي للبرتغال والبرازيل والغرب، أمير بيرا، 9 دوق بارسيلوس، 15 ماركيز فيلا فيسوزا، 23 كونت بارسيلوس، 20 كونت أوريم، 17 كونت أرايولوس، 17 كونت نيفا                                                                                               | ماريا ليوبولدينا من النمسا آماليا من ليوتشتنبورغ   |
| 16 | بيدرو الأول إمبراطور البرازيل     | 12 أكتوبر 1798 الابن الثاني لـ جواو السادس  | 7 أبريل 1831 تخلى عن اللقب                  | 24 سبتمبر 1834                      | 24 سبتمبر 1834      | إمبراطور البرازيل، ملك البرتغال والغرب، أمير الملكي للبرتغال والبرازيل والغرب، أمير بيرا، 9 دوق بارسيلوس، 15 ماركيز فيلا فيسوزا، 23 كونت بارسيلوس، 20 كونت أوريم، 17 كونت أرايولوس، 17 كونت نيفا                                                                                               | ماريا ليوبولدينا من النمسا آماليا من ليوتشتنبورغ   |
| -  | ميغيل الأول ملك البرتغال          | 26 أكتوبر 1802 الابن الأصغر لـ جواو السادس  | 6 مايو 1834 استخدم اللقب، هو في المنفى      | 14 نوفمبر 1866                      | 14 نوفمبر 1866      | ملك البرتغال والغرب، دوق بيجا | أديليد من لوفنشتاين-فيرتهايم-روزنبرغ               |
| 17 | ماريا الثانية ملكة البرتغال       | 4 أبريل 1819 أكبر أبناء بيدرو الأول والرابع | 24 سبتمبر 1834                              | 28 مايو 1826 أصبحت ملكة             | 15 نوفمبر 1853      | ملكة البرتغال والغرب، أميرة غراو-بارا، الأميرة الإمبراطورية البرازيل، أميرة بيرا، أميرة آيش شتت، أميرة ساكس كوبرغ وغوتا، 1 دوقة بورتو، دوقة ليوتشتينيرغ، دوقة سانتا كروز، 10 دوقة بارسيلوس، 17 ماركيز فيلا فيسوزا، 25 كونتيسة بارسيلوس، 22 كونتسية أوريم، 19 كونتيسة أرايولوس، 19 كونتيسة نيفا | أوغست، دوق ليوتشتنبورغ فرناندو الثاني ملك البرتغال |
| 18 | بيدرو الخامس ملك البرتغال         | 16 ديسمبر 1837 الابن البكر لـ ماريا الثانية | 16 ديسمبر 1837 الابن البكر لـ ماريا الثانية | 15 نوفمبر 1853 أصبح ملكاً            | 11 نوفمبر 1861      | ملك البرتغال والغرب، أمير الملكي للبرتغال والغرب، دوق ساكس كوبرغ وغوتا، 10 دوق بارسيلوس، 18 ماركيز فيلا فيسوزا، 26 كونت بارسيلوس، 23 كونت أوريم، 21 كونت أرايولوس، 20 كونت نيفا | ستيفاني من هوهنتسولرن سيغمارينغن                   |
| 19 | كارلوس الأول ملك البرتغال         | 28 سبتمبر 1863 الابن البكر لـ لويس الأول    | 28 سبتمبر 1863 الابن البكر لـ لويس الأول    | 19 أكتوبر 1889 أصبح ملكاً            | 1 فبراير 1908 اغتيل | ملك البرتغال والغرب، أمير الملكي للبرتغال والغرب، 12 دوق بارسيلوس، 19 ماركيز فيلا فيسوزا، 27 كونت بارسيلوس، 24 كونت أوريم، 22 كونت أرايولوس، 21 كونت نيفا | أميلي من أوليانز                                   |
| 20 | لويس فيليبي، أمير الملكي للبرتغال | 21 مارس 1887 الابن البكر لـ كارلوس الأول    | 19 أكتوبر 1889                              | 1 فبراير 1908 اغتيل                 | 1 فبراير 1908 اغتيل | أمير الملكي للبرتغال والغرب، أمير بيرا، 14 دوق بارسيلوس، 25 ماركيز فيلا فيسوزا، 28 كونت بارسيلوس، 25 كونت أوريم، 23 كونت أرايولوس، 22 كونت نيفا | لم يتزوج                                           |

### مدعيون العرش
| الاسم                     | الميلاد                                 | أصبح دوقاً                       | إزالة اللقب    | الوفاة         | ألقاب أخرى | الزوجة                                                                         |
| ------------------------- | --------------------------------------- | ------------------------------- | -------------- | -------------- | --- | ------------------------------------------------------------------------------ |
| ميغيل، دوق براغانزا       | 19 سبتمبر 1853 أكبر أبناء ميغيل الأول   | 4 أكتوبر 1910 أو 14 نوفمبر 1866 | 31 يوليو 1920  | 11 أكتوبر 1927 | دوق بارسيلوس، ماركيز فيلا فيسوزا، كونت بارسيلوس، كونت أوريم، كونت أرايولوس، كونت نيفا                          | إميرة إليزابيث من ثورن وتكسيس أميرة ماريا تيريزا من لوفنشتاين-فيرتهايم-روزنبرغ |
| دوارتي نونو، دوق براغانزا | 23 سبتمبر 1907 الابن الثالث لـ ميغيل    | 31 يوليو 1920 أو 2 يوليو 1932   | 24 ديسمبر 1976 | 24 ديسمبر 1976 | دوق بارسيلوس، ماركيز فيلا فيسوزا، كونت بارسيلوس، كونت أوريم، كونت أرايولوس، كونت نيفا                          | الأميرة فرانسيسكا من أوليانز-براغانزا                                          |
| دوارتي بيو، دوق براغانزا  | 15 مايو 1945 الابن البكر لـ دوراتي نونو | 24 ديسمبر 1976                  | حتى الأن       | حتى الأن       | أمير بيرا، دوق بارسيلوس، دوق غيمارايش، ماركيز فيلا فيسوزا، كونت بارسيلوس، كونت أوريم، كونت أرايولوس، كونت نيفا | إيزابيل دي هيريدا                                                              |

يبدو الوريث هو أفونسو دي سانتا ماريا، أمير بيرا (مواليد 1996)
| الاسم                 | الميلاد                                                                   | أصبح دوقة                    | إزالة اللقب   | الوفاة      | ألقاب أخرى                                                                           | الزوج                                                   |
| --------------------- | ------------------------------------------------------------------------- | ---------------------------- | ------------- | ----------- | ------------------------------------------------------------------------------------ | ------------------------------------------------------- |
| ماريا بيا دي براغانزا | 13 مارس 1907 كمدعية بأنها الابنة الغير شرعية لـ كارلوس الأول ملك البرتغال | 2 يوليو 1932 - 23 أبريل 1987 | 23 أبريل 1987 | 6 مايو 1995 | دوقة بورتو، دوقة بيجا، دوقة كويمبرا، كونتيسة نيفا، كونتيسة أرايولوس، كونتيسة بينافيل | فرانسيسكو باتيستا جنرال جوسيب بلايس أنطونيو أمادو-نويفو |